# 田油津媛
田油津媛（たぶらつひめ）は、『日本書紀』に記述される山門郡に居たとされる土蜘蛛の巫女女王。日本書紀では仲哀9年3月丙申に神功皇后により誅殺されたとされるが、事実とすれば4世紀半ば頃の出来事になる。

## 概要
田油津媛には夏羽という兄がいたが、夏羽率いる軍は妹の死を聞いて逃亡したとされる。
丙申、轉至山門縣、則誅土蜘蛛田油津媛。時田油津媛之兄夏羽、興軍而迎來。然聞其妹被誅而逃之。—『日本書紀』卷第九
田油津媛死亡の報を聞いた夏羽は田川市の本拠地の館に立てこもるも、追って来た神功皇后軍に焼き殺され、その地は夏羽焼き、後に夏焼となり、江戸時代に藩祖小笠原忠真により夏吉と改められた（若八幡神社由緒）。
山門郡の女王という記述から、邪馬台国連合の女王卑弥呼（248年死去）の100年後の子孫と見る説もある。松本清張編『邪馬台国99の謎』（1975年、産報ブックス）「74 北部九州出土の漢鏡は邪馬台国の資料となるか」において森浩一は「山門郡では、後漢の獣帯鏡が三面出土したことを江戸時代の『耽奇漫録』の一つの写本が拓本いりで記録し、注目される」と記している。
福岡県みやま市の老松神社には、田油津媛（葛築目）を葬った蜘蛛塚とよばれる古墳が残されている。
雨が降ると古墳から血が流れるという言い伝えがある。